# DeviantART
deviantART（デヴィアントアート）とは、deviantART社が運営する芸術家のためのインターネットコミュニティである。開設日は2000年8月7日である。

## 概要
deviantARTの目的は、あらゆるジャンルの芸術家による同好の士のためのコミュニティであり、彼らがその作品を示し、議論を行うための場所を提供することである。2010年8月の時点で、deviantARTは1450万人以上の利用者と1億本以上の投稿作品から成り立っており、一日あたり約14万本の新規投稿が行われている。重複なしでのアクセス数は月ごとに3500万以上。 
作品の閲覧は誰でも出来るが、作品やコメントを投稿できるのはログインメンバーのみである。首記の通り、絵に限らず、あらゆるジャンルの作品が投稿できることが大きな特徴である。またチュートリアルや資料写真などの、創作活動に使用するための大量のダウンロード可能なリソースも所蔵されている。
成人向け作品の投稿も可能（閲覧はログインメンバーで、かつ成人向けの閲覧登録をした者のみ可能）。ただし許容されるのは表現としてのヌードやグロどまりであり、性的（ポルノグラフィ）とみなされたものは削除される。モザイク処理などが行われていても同様である。また特に児童ポルノとみなされるおそれのあるものに関しては、芸術表現として描かれたものであっても削除される。
2017年2月23日、deviantARTはイスラエルでウェブサイト作成ツールなどを提供する企業であるWix.comに3600万ドル（約40億4500万円）で買収されると公表した。

### カテゴリ
deviantARTの全ての作品はカテゴリで分類されている。おおまかなカテゴリとさらに細かいカテゴリがある。作品投稿の際には必ずカテゴリを選択する必要がある。カテゴリの一部を以下に示す。
- トラディショナルアート
  - 絵画（油絵など）
  - ボディーアート（メイク、タトゥーなど）
  - ストリートアート
  - 彫刻
- デジタルアート
  - ペイントツール作品
  - 3DCG
- 写真
- 文学作品
- アプリケーションのスキン
- ファンアート、ファン・フィクション（アニメ・漫画などの二次創作作品）

など

## 発祥
deviantARTは、Winampなどのアプリケーション用スキン配布サイトに影響を受けつつも独自に構築されたサイトである。deviantARTの設立者は、スコット・ジャーカフ、マット・スティーブンズ、アンジェロ・ソティラである。3人の共同設立者全員が前述のスキン配布コミュニティの背景に関わっていたが、deviantARTをスキン配布だけでない総合的な「アート・コミュニティ」にするという方向性を提示したのは、アーティストのマット・スティーブンズであった。ソティラは初期のプログラムの設計と開始に専念し、プロジェクトの公共的な面はスコットに委ねられた。
サイトを印象付けるトレードマークとして、小さな悪魔かロボット風のキャラクター「フェラ（Fella）」が、マスコットとして選ばれた。また様式化された「dA」の文字がロゴマークとして使われた。
ソティラがdeviantART Inc.の最高経営責任者であるが、deviantARTの設立を通じては、その他にも多数の個人が公的・私的に関わっている。現在も多数の管理者（アドミニストレータ）やギャラリー、メッセージネットワークの管理などを行うボランティアスタッフを擁しており、deviantARTの運営は非常に大規模なものとなっている。

## 用語
deviantARTではその「逸脱性（deviancy）」を強調する手段として、正式ではない小文字表記がサイト名（deviantART）に用いられており、サイトの他の面においても以下のような独自用語が用いられるなどこの姿勢が反映されている。
dA
頻繁に用いられるサイト名の略称（devART、あるいはdART（ダート）とも略すこともある）
Deviant
デヴィアント。deviantARTの利用者
Deviation
デヴィアントによる作品のこと。投稿者（デヴィアント）により完成作品として公開されたあらゆる投稿作品は、「デヴィエーション（deviation）」と呼ばれる。それ以外の未完成作品や失敗作は、「スクラップ（scrap）」と呼ばれる
dAmn
deviantARTメッセージング・ネットワーク（deviantART Messaging Network）の略称
Daily Deviation
「DD」と略すこともある。日替わりの優秀作品。運営サイドの何人かの審査員によって選ばれた作品は、「本日のデヴィエーション（Daily Deviations）」としてトップページなど目立つ場所に展示される特権を享受できる

## 機能・コンテンツ

### 作品投稿
- 全ユーザーが、「http://ユーザー名.deviantart.com」のURLで示される自分自身の個人ページを持っている。ここに自分のプロフィールやギャラリーなどを載せることが出来る。
- 「ギャラリー（deviantART gallery）」には、ユーザーが投稿した作品が展示される。作品（Deviations）の投稿時に設定されたジャンルごとの閲覧や、フォルダを作成して作品を分けることも出来る。DeviationとScrapは、別々に展示される。
- ギャラリーにはユーザーの最新の作品（Recent Deviations）が展示される。この展示とは別に、自分のお気に入りの作品1つをピックアップし、おすすめ（Featured）として展示することも出来る。
- 個人ページではジャーナル（Journal、日記）を書くことができる。ジャーナルはブログに似た特徴を持っており、ユーザーは本文を記入して利用者ページに掲載し、他のユーザーのコメントを受けたりすることが出来る。

### コミュニケーション
- 複数の電子掲示板と、ひとつのシャウトボックスが存在する。
- 「dAmn（deviantART Messaging Network）」と名付けられたリアルタイムチャットシステムが存在する。
- 個人ページには、他のユーザーからのコメントを受けつけるコメント欄（Devious Comments）がある。
- ギャラリーページにもコメント欄がある。
- 個々の作品にもコメントおよび批評（Critics）をつけることができる。
- 他人の作品をお気に入り（Favourites）として登録可能である。お気に入りは個人ページに表示することが出来る。フォルダを作って分類することも出来る。
- 他のユーザーをウォッチ（Watch）することができる。ウォッチ登録をするとそのユーザーが新たに作品投稿、ジャーナル投稿、批評投稿などをした際に通知される。ウォッチと同時にフレンド（Friend）設定をすれば、そのユーザーの名前はフレンドとして自分の個人ページに表示される。ウォッチやフレンド登録に相手の承認は必要ないが、相手側には登録された旨が通知される。
- ダイレクトメールやメッセージ機能に相当する、個人宛てに非公開のメッセージを送信できるノート（Notes）機能がある。
- 日本のSNSにおけるコミュニティ機能に相当する、グループ（Group）機能がある。グループは管理人（Founder）、副管理人（Co-founders）、作品投稿者（Contributors）、一般会員（Members）からなる。誰でもグループを設立することができ、趣向に合わせた無数のグループが存在する。自分作品をグループに登録して参加者に広く知らせることもできるし、気に入った他人の作品をグループ内のお気に入りに登録してグループ会員と共有することもできる。
- ユーザーの所在地の緯度と経度を入力しておくと、約100km以内の近所に住む他のユーザーを知ることができる。

### 企画・作品販売
- コンテスト（Contest）が盛んである。決められたテーマに沿って作品を持ち寄り、審査によって優秀な作品を決めるもの。公式のコンテストもあれば個人やグループ主催のものもあり、審査方法や賞品はさまざまである。賞品としては、ジャーナルに特集として取り上げるという程度のものから、誰かの作品を1点作ってもらえる権利や、deviantARTの有料会員権1年分といったものまである。
- 全てのユーザーは自動的にプリント・アカウント（PrintAccount）を持っている。これは自分の作品を有料で印刷させることができるサービス[5]で、自分は1割の歩合を得られる。有料会員はさらに高い歩合を設定することができる。
- 格安でアートおよびコミュニティに関する作品やページを宣伝するための、adCastプログラムも存在する。

## 著作権とライセンス問題
deviantARTに作品が投稿される際、著作権やクリエイティブ・コモンズのライセンスに違反するかどうかは審査されないため、そのような問題に対しては連絡可能な仕組み「モデレーションシステム」で管理者に報告されるまで、潜在的な違反が気づかれないまま残る危険性がある。2007年の報告にあるように、コミュニティ投稿者の中には、作品を違法な製品や印刷物に使用する売り手の犠牲になっている場合もある。サイト内で著作権侵害に直接対処するための報告システムは、侵害の訴えが出されてから回答が得られるまでに数週間から1か月を要するため、投稿者から多くの批判を受けている。

### 訴訟
2023年1月、deviantARTは、Stable DiffusionのStability AIとMidjourneyと共に、漫画家のサラ・アンダーセン、イラストレーターのケリー・マッカーナン、ビジュアルアーティストのカーラ・オーティスたちアメリカのアーティスト3人により、著作権侵害でありデジタルミレニアム著作権法に違反するとして集団訴訟を起こされた。3人は、deviantARTら企業がアーティストの同意を得ずにウェブスクレイピングされた50億以上の画像データセットLAION-5Bを画像生成AIツールにトレーニングさせて何百万人ものアーティストの権利を侵害したと主張した。
2023年7月、米連邦地方裁判所のウィリアム・オリック判事は、アーティスト3人が起こした訴訟の大半を却下する傾向にあったが、新たな訴状を提出することを許可した。
2024年2月、オリック判事は「この訴訟は言論の自由を抑圧する意図がある」とするdeviantARTら3社の主張を却下し、アーティスト側に訴訟を起こす公益が認めされると判断した。